# Haberl (Gemeinde Schäffern)
Haberl ist eine Ortschaft der Gemeinde Schäffern im Bezirk Hartberg-Fürstenfeld in der Steiermark. Die Ortschaft hat 51 Einwohner (Stand 1. Jänner 2025).

## Geografie
Die Streusiedlung Haberl befindet sich nordwestlich von Schäffern und besteht aus mehreren bäuerlichen Anwesen sowie mehreren Wochenendhäusern. Bei der Volkszählung 1770 wurde Haberl ein eigener Numerierungsabschnitt, kam aber später zur Katastralgemeinde Schäffern.

## Geschichte
Der Name des im 13. Jahrhundert planmäßig angelegten Gründungsdorfs mit fünf gleich großen Anwesen änderte sich mehrmals und wurde erst um 1600 endgültig fixiert. Laut Pfarrchronik bezieht sich der Name auf den hier früher verbreiteten Haferanbau. Bis heute besteht der Ort aus zwei nördlichen und drei südlichen Gehöften, ab dem 19. Jahrhundert wurde auch einige kleinere Höfe und später mehrere Einfamilienhäuser angebaut.

## Infrastruktur
Im Zuge des Autobahnbaus entstanden bei der Anschlussstelle in Haberl eine Autobahnraststätte (Parkplatz Schäffern-West und Parkplatz Schäffern-Ost) und ein Gewerbegebiet.